# Actinidia vitifolia
Actinidia vitifolia är en tvåhjärtbladig växtart som beskrevs av Cheng Yih Wu. Actinidia vitifolia ingår i släktet aktinidiasläktet, och familjen Actinidiaceae. Inga underarter finns listade i Catalogue of Life.